# Sokol Cikalleshi

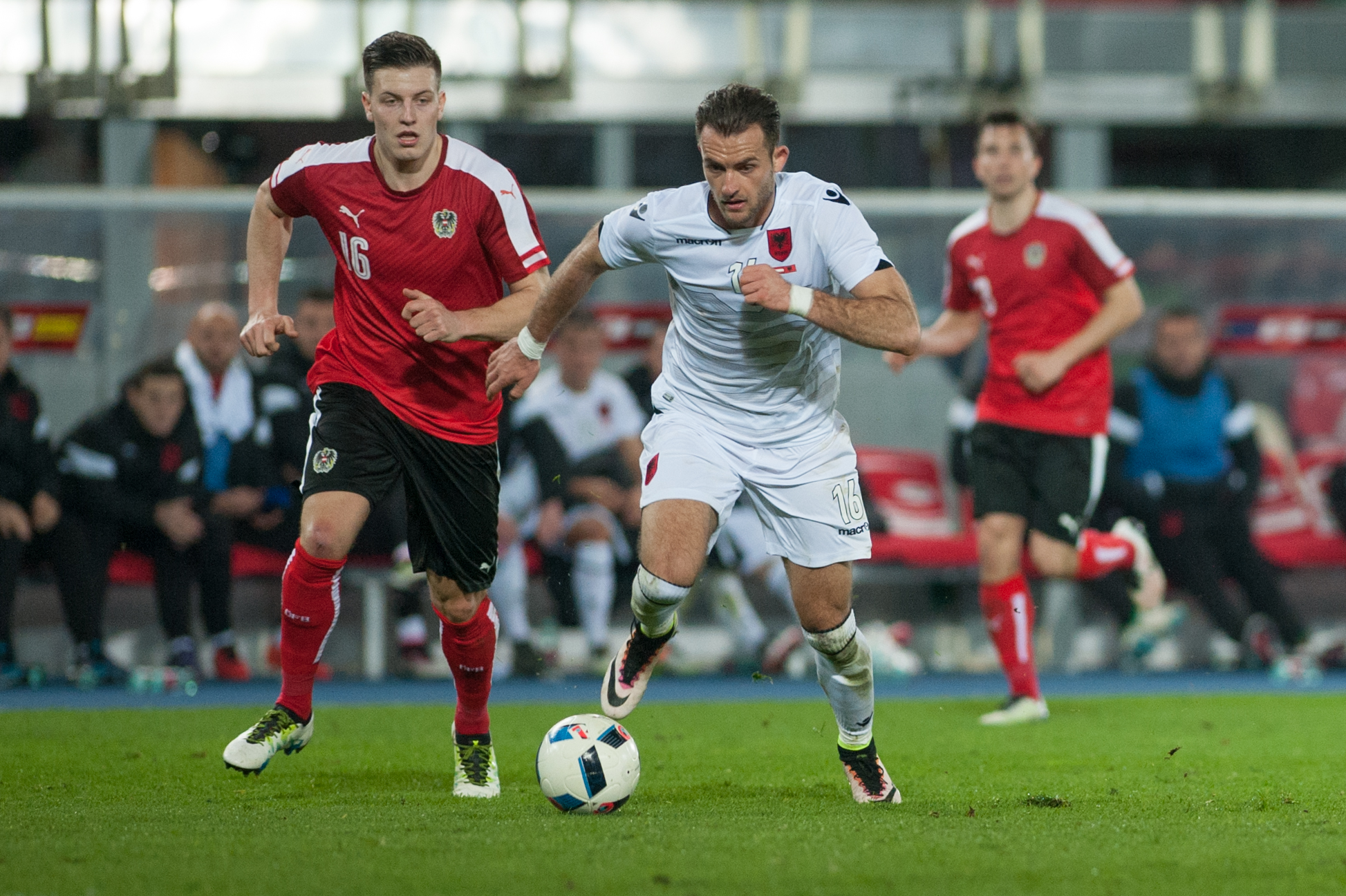
Sokol Cikalleshi (uprostřed v bílém dresu Albánie)

Sokol Cikalleshi [sokol cikaleši] (* 27. července 1990, Kavaja, Albánie) je albánský fotbalový útočník a reprezentant, od roku 2015 hráč klubu İstanbul Başakşehir FK.

## Klubová kariéra
- KS Besa Kavajë (mládež)
- KS Besa Kavajë 2007–2013
- →  KF Skënderbeu Korçë (hostování) 2011
- →  KF Tirana (hostování) 2012
- →  Incheon United FC (hostování) 2012
- FK Kukësi 2013–2014
- RNK Split 2014–2015
- İstanbul Başakşehir FK 2015–

## Reprezentační kariéra
Nastupoval za albánské mládežnické reprezentace U19 a U21.
V A-mužstvu Albánie debutoval 31. 5. 2014 v přátelském utkání v Yverdon-les-Bains proti týmu Rumunska (porážka 0:1).
Italský trenér albánského národního týmu Gianni De Biasi jej vzal na EURO 2016 ve Francii. Na evropský šampionát se Albánie kvalifikovala poprvé v historii.